# Mellicta corythalia
Mellicta corythalia är en fjärilsart som beskrevs av Arnold Spuler 1901. Mellicta corythalia ingår i släktet Mellicta och familjen praktfjärilar. Inga underarter finns listade i Catalogue of Life.